# Miguel Gistau Ferrando
Miguel Gistau Ferrando (Valencia, 1872-1920) fue un militar, escritor y periodista español. Al fundarse en Madrid el Diario Universal, en el cual entró como redactor militar, más tarde en El Mundo y de ahí al ABC. Fue el fundador de la revista ilustrada El Mundo Militar y en 1910 de la Técnica de la Guardia Civil.
Como militar, entre otras condecoraciones, posee la cruz roja pensionada del Mérito Militar.

## Biografía
Nacido en 1872 en Valencia. Cursó el bachillerato en el Instituto de Toledo, ingresando como alumno en la Academia General Militar en 1981 y siendo promovido a segundo teniente de infantería en julio de 1894. En 1895 ingresó en la Guardia Civil de segundo teniente y fue destinado a la caballería del 14.º tercio en Madrid, donde cursó los estudios de perito mecánico electricista en la Escuela de Artes e Industrias. Pasó voluntario a Puerto Rico en 1898, dándosele el mando de una guerrilla, y entonces fue recompensado con la cruz roja pensionada del Mérito Militar. Posee, además, otras condecoraciones. Al regresar a España se le nombró profesor del Colegio de Oficiales y más tarde de la Dirección general.
Desde 1899 figura sin interrupción en el periodismo político. Al fundarse en Madrid el Diario Universal, entró en él como redactor militar, de este paso al Mundo a su fundación, y de aquí al ABC. Al mismo tiempo fundó en 1908 la revista ilustrada El Mundo Militar y en 1910 la Técnica de la Guardia Civil, de la cual es propietario y director.
Es bisabuelo del periodista David Gistau

## Obras
Es autor de varias obras, de las que se deben citar como más salientes:
- Historia de la Guardia Civil.
- Los Manuales reglamentarios para exámenes de guardias a cabos y de sargentos a oficiales.
- Maravillas y revelaciones de la Gran Guerra.